# Ilha de León

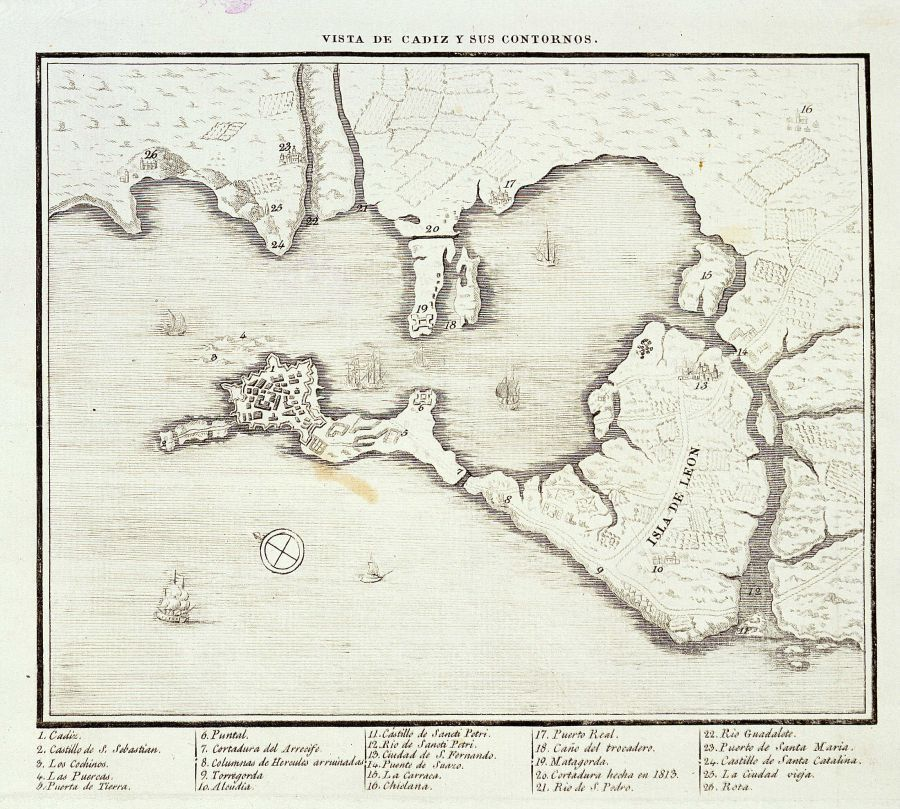
Ilha de León, totalmente separada do continente, segundo uma carta cartográfica do século XIX. Incorpora a cidade de San Fernando, o istmo e a cidade de Cádis.

A Ilha de León é uma das ilhas que formam a Baía de Cádiz, situada na Costa de la Luz. Esta ilha compreende a porção de terra situada entre a cidade de Cádis e a Península Ibérica, pertencendo na sua totalidade ao município de San Fernando (Cádis), cujo núcleo urbano se encontra instalado na ilha. Em 1813, a sua designação oficial - villa de la Real Isla de León - foi alterada, por decreto, para Ciudad de San Fernando.
A ilha de León está separada do resto da Península Ibérica (em particular dos municípios de Chiclana de la Frontera e de Puerto Real) pelo Canal de Sancti Petri, um braço de mar que se estende desde as águas da baía (a norte) até ao Oceano Atlântico (a sul). A comunicação terrestre entre a ilha e o continente têm-se desenvolvido, ao longo da história, através da Ponte Zuazo e suas antecessoras.